# جیم هال (راننده مسابقه)
جیم هال (انگلیسی: Jim Hall) یک اتومبیل‌ران فرمول ۱ اهل ایالات متحده آمریکا بود.